# Елешница (приток на Батулийска река)
Вижте пояснителната страница за други значения на Елешница.
Елешница или Елешнишка река е река в България, област София и Софийска област – община Своге, ляв приток на Батулийска река от басейна на Искър. Дължината ѝ е 26 км.
Река Елешница извира на 500 м западно от връх Невижда (1427 м) в планината Мургаш, на 1300 м н.в. под името Челиница. Реката прави голяма, изпъкнала на север дъга и на 42°48′45″ с. ш. 23°35′18″ и. д. / 42.8125° с. ш. 23.588333° и. д. се съединява с идващата отляво Правешка река и се образува река Елешница. Тече в северозападна посока в дълбока залесена долина. Влива се отляво в Батулийска река в чертите на село Бакьово, на 594 м н.в.
Площта на водосборния басейн на реката е 78 км2, което представлява 30,5% от водосборния басейн на Батулийска река.
Основни притоци: Правешка река (ляв), Дълга река (десен), Кремиков дол (ляв), Зли дол (ляв), Колинитски дол (ляв).
В устието на реката е разположено единственото населено място по течението ѝ – село Бакьово.

## Топографска карта
- Лист от карта K-34-48. Мащаб: 1 : 100 000.
- Лист от карта K-34-47. Мащаб: 1 : 100 000.